# شامان (حومة دامغان)
شامان (بالفارسية: شامان) هي مستوطنة تقع في إيران في منطقة مركزية ريفية. يقدر عدد سكانها بـ 27 نسمة .